# Jammu and Kashmir Solidarity Forum
Jammu and Kashmir Solidarity Forum és una organització política creada pel Pakistan a Azad Kashmir que tenia per objectiu l'autodeterminació (que en la visió pakistanesa volia dir la unió final al Pakistan) i l'organització del plebiscit exigit per l'ONU, i que agrupa els partits dirigents d'Azad Jammu and Kashmir que governen la zona de Caixmir sota administració pakistanesa; l'All-Party Hurriyat Conference en representació dels partits musulmans de la zona de l'Índia i del Pakistan; i la Muttahida Jihad Council, representant dels grups guerrillers. Ha tingut una escassa activitat i no ha acomplert cap dels seus objectius.